# Sex Gang Children
Sex Gang Children est un groupe britannique de musique gothique et post-punk formé au début de 1982 dans le quartier de Brixton à Londres. Bien que le groupe d'origine n'ait sorti qu'un seul album studio officiel, leurs singles et divers autres morceaux sont regroupés dans diverses collections, et il reste l'un des groupes les plus connus de la première scène Batcave. Depuis le début des années 1990, le groupe s'est reformé plusieurs fois pour de nouveaux albums et tournées.

## Historique
La formation originale est composée d'Andi Sex Gang (chant, guitare), Dave Roberts (basse), Terry McLeay (guitare) et Rob Stroud (batterie). C'est un groupe théâtral, s'appuyant sur des basses lourdes, des percussions tribales, des changements d'atmosphère soudains, des voix dramatiques et une ambiance proche du cabaret (influençant ainsi la scène dark cabaret),. La première réalisation du groupe est un album live, Naked, sorti uniquement sur cassette en 1982. The Beasts EP, leur premier disque vinyle, paraît la même année après leur signature sur le label Illuminated. Le groupe joue sur la scène du Batcave pour la première fois en octobre 1982, et enchaîne les concerts en compagnie des Sisters of Mercy, Alien Sex Fiend, Play Dead ou The Damned.
Le seul album studio du groupe avec le line-up d'origine, Song and Legend, produit par Tony James, sort en 1983, atteignant le sommet du UK Indie Chart et donnant naissance au single Sebastiane,. Au même moment, Dave Roberts réalise The Whip, une compilation comprenant un duo entre Andi Sex Gang et Marc Almond. Stroud part ensuite former Aemoti Crii et est remplacé par l'ancien batteur de Theatre of Hate, Nigel Preston, qui joue sur le single suivant, Mauritia Mayer, avant d'être lui-même remplacé par l'ancien batteur de Death Cult Ray Mondo,. Roberts quitte le groupe fin 1983 pour former Carcrash International, puis The Children, et la formation se stabilise un temps autour d'Andi, McLeay, Cam Campbell (basse) et Kevin Matthews (batterie), un changement dû à l'expulsion de Ray Mondo vers sa Sierra Leone natale,.
Après le départ de McLeay en 1984, le groupe est rebaptisé Andi Sex Gang & the Quick Gas Gang pour l'album de 1985 Blind! et la tournée suivante. McLeay est parti juste après l'enregistrement de cet album, et c'est le guitariste Lester Jones, de Crisis, qui participe aux concerts. Le groupe se sépare ensuite. Andi Sex Gang sort des albums solo et compose quelques titres pour la bande originale du film Phenomena de Dario Argento.
L'intérêt renouvelé pour le groupe aux États-Unis conduit à sa reformation en 1991, y-compris Dave Roberts, et un nouvel album, Medea, sort en 1993. En tant qu'artiste solo, Andi Sex Gang continue à produire un certain nombre d'albums pour divers labels.
« L'un des groupes apparus en même temps que Southern Death Cult était Sex Gang Children, et Andi — il s'habillait comme un fan de Banshees, et je l'appelais le "Gobelin Gothique" parce que c'était un petit gars, et il est brun. Avant, il aimait Édith Piaf et cette musique macabre, et il habitait à Brixton un immeuble appelé Visigoth Towers. Il était donc le petit gobelin gothique et ses disciples étaient des Goths. C'est de là que vient le mot goth. »
— Ian Astbury chanteur de The Cult (cité par Dave Thompson et Jo-Ann Greene dans Alternative Press, novembre 1994).

## Origine du nom
Le groupe s’appelle d'abord The Panic Buttons. Le nom « Sex Gang Children » est trouvé initialement par Malcolm McLaren dans un roman de William S. Burroughs et envisagé comme nom possible pour le groupe qui devient Bow Wow Wow par la suite (et est référencé dans leur chanson Mile High Club). C'est aussi l'un des noms projetés par Boy George (ancien membre de Bow Wow Wow) avant d'opter pour Culture Club. Andi tente de persuader George d'utiliser ce nom, mais lorsque le batteur du Culture Club Jon Moss lui fait part de l'idée, Andi décide que ce nom ne devrait pas être perdu et le reprend à son compte.

## Discographie
Le classement indiqué correspond au UK Indie Chart.

### Albums studio
- 1983 : Song and Legend (Illuminated Records) - no 1
- 1985 : Blind! (réédité en 1992 par Cleopatra Records)
- 1993 : Medea (Cleopatra Records)
- 2000 : The Wrath of God (Dressed to Kill)
- 2002 : Bastard Art (Burning Airlines)
- 2013 : Viva Vigilante! (Pale Music)